# Колон (литература)
Ко́лон (др.-греч. κῶλον букв. член [речи]) в риторике — ритмическая и формальная единица прозаического или стихотворного текста, обладающая смысловым единством. Является частью периода. В старинной теории музыки колон — отдел текстомузыкальной формы. В латинских текстах термин передавался либо транслитерацией лат. colon (мн. ч. cola), либо переводом лат. membrum [orationis].

## Краткая характеристика
Колоны, отделяемые друг от друга цезурой, состоят из одного или нескольких слов. Сочетание колонов образует единицу формы более высокого уровня — период (лат. periodus). Те же колоны распадаются на коммы (лат. comma, мн.ч. commata) — мельчайшие ритмические единицы текста.
Период, составленный из колонов одинаковой величины (Veni, vidi, vici), называется «изоко́лоном», из двух колонов — «бико́лоном», из трёх — «трико́лоном». Колометрически построены некоторые «поэтические» книги Библии (прежде всего, Псалтирь). Бл. Иероним при переводе книг Пророков (по Септуагинте) расположил текст также колометрически.
Средневековые учения о музыкальной форме строились по аналогии с античным риторико-грамматическим учением. Наименьшим формальным отрезком была «комма», сравнимая с современным мотивом. Роль «колона» (раздел формы, состоящий из двух и более комм) отводилась структуре, которая ныне именуется «фразой». 
Первый набросок новоевропейской «музыкальной грамматики» находится в анонимных трактатах конца IX в. «Учебник музыки» (Musica enchiriadis) и «Схолии к учебнику музыки» (Scolica enchiriadis). Первый коротко говорит лишь о коммах и колонах. Во втором к терминам «Учебника», которые толкуются пространно и с аналитическими примерами, добавляется «период» (лат. periodus) — крупнейший отдел текстомузыкальной формы того времени. В дальнейшем музыкальная грамматика воспроизводилась (с вариантами) в трактатах о музыке на всём протяжении Средних веков и Возрождения — до тех пор пока в музыкальной форме текст главенствовал над музыкой (в текстомузыкальной форме), а в системе университетского образования рутинно преподавались дисциплины тривия.

## Литературе
- DuMesnil, Adolf. Begriff der drei Kunstformen der Rede. Komma, Kolon, Periode, nach der Lehre der Alten. Frankfurt/Oder, 1894.
- Lausberg, Heinrich. Elemente der literarischen Rhetorik. 6. Auflage. München, 1979. ISBN 3-19-006508-X.
- Loretz, Oswald. Die Psalmen: Beitrag der Ugarit-Texte zum Verständnis von Kolometrie und Textologie der Psalmen. Bd.2: Psalm 90-150. Neukirchen-Vluyn, 1979.